# Carver (Minnesota)
Pour les articles homonymes, voir Carver.
La ville américaine de Carver est située dans le comté de Carver, dans l’État du Minnesota. En 2013, elle comptait 4 147 habitants.